# Nagydorog
Nagydorog is een plaats (község) en gemeente in het Hongaarse comitaat Tolna. Nagydorog telt 2854 inwoners (2001).

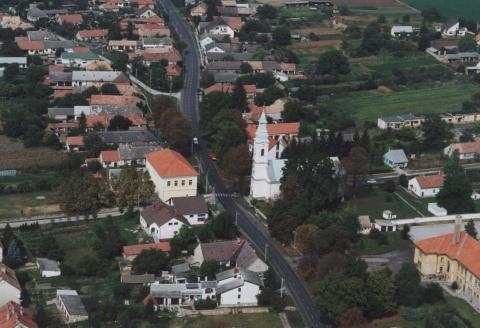
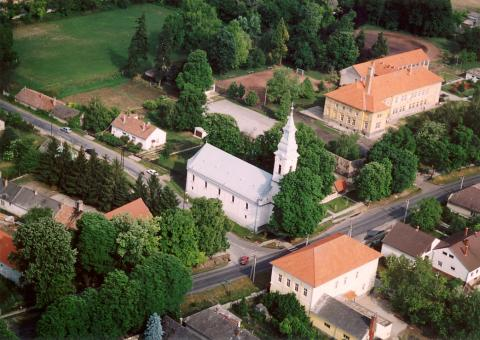